# Rogério Ferreira
Rogério „Pará“ de Souza Ferreira (* 13. September 1973 in Belém) ist ein ehemaliger brasilianischer Beachvolleyballspieler und Weltmeister.

## Karriere
Pará startete 1994 seine Beachkarriere mit Guilherme Marques. 1996 gewannen die beiden ihr erstes Turnier, 1997 holten sie sich neben einem weiteren Turniersieg den ersten offiziellen Beachvolleyball Weltmeistertitel in Los Angeles. 1998 wurden Guilherme/Pará nach vier Siegen, einem zweiten und zwei dritten Plätzen FIVB World Tour Champion, im gleichen Jahr gewannen die beiden Südamerikaner noch die Goldmedaille bei den Goodwill Games im New York’s Central Park, nach dem sie im Finale Karch Kiraly und Adam Johnson besiegt hatten. 1999 wurden Marques und Pará Dritte der Beachvolleyballweltmeisterschaft, einen Sieg konnten die beiden 1999 auf der FIVB Tour nicht mehr erringen, obwohl sie fünf Mal im Finale standen.
Nachdem Guilherme im Juli 2000 seine internationale Karriere beendet hatte, setzte Pará seine internationale Karriere mit verschiedenen Partnern bis 2010 fort. Dabei gewann er 2002 mit Harley Marques und 2004 mit Pedro Cunha noch jeweils ein FIVB Turnier.